# Tatiana Sarytcheva
Tatiana Fillipovna Sarytcheva (russe : Татьяна Филипповна Сарычева), née le 7 février 1949 à New York (États-Unis), est une ancienne joueuse soviétique de volley-ball.
Elle est médaillée d'or aux Jeux olympiques en 1968 et 1972.

## Carrière
Tatiana Saritcheva fait partie de l'équipe soviétique qui remporte la médaille d'or du tournoi féminin de volley-ball aux Jeux olympiques d'été de 1968 ainsi que lors des Jeux olympiques d'été de 1972. Elle est également championne du monde en 1970 et championne d'Europe en 1970 et 1975.
En club, elle évolue au Lokomotiv Moscou.
Après sa retraite sportive, elle devient entraîneuse. En 2004-2005, elle entraîne l'équipe russe des moins de 18 ans avec qui elle remporte l'argent aux Mondiaux et aux Europe 2005.

## Palmarès

### Équipe nationale
- Jeux olympiques
  -  1968 à Mexico.
  -  1972 à Munich.

- Championnat du monde
  -  1970 à Varna.

- Championnat d'Europe
  -  1971 à Reggio d'Émilie.
  -  1975 à Belgrade.

- Championnat d'Europe des moins de 20 ans
  -  1966 à Budapest
  -  1969 à Riga

### En club
- Championnats d'Union soviétique[2]
  - Finaliste : 1970.